# Ню (фільм)
«Ню» (нім. Nju — Eine unverstandene Frau; інша назва: «Чоловіки або коханці») — дебютний німий німецький фільм 1924 року режисера Пауля Циннера, знятий за п'єсою російського дореволюційного драматурга Осипа Димова в стилі вуличного фільму.

## Сюжет
Одружена жінка (Елізабет Бергнер) живе забезпеченим спокійним життям. Якось вона помічає, як під вікнами її квартири стоїть незнайомець (Конрад Фейдт) і вдивляється у вікно її спальні. Заінтригована його поглядом і наполегливістю, вона знайомиться з ним, він її спокушає, і героїня йде з дому і від чоловіка (Еміль Яннінгс) та сина. Віднині вона живе в прибутковому будинку готельного типу і шалено щаслива. Але скоро її незнайомець-залицяльник пересичується коханкою: вона йому набридає, і він відправляє її додому, до чоловіка. У відчаї вона кидається в річку, а незнайомець тим часом ліниво стежить за тим, як прибиральниця прибирає кімнати, готуючи їх для нового мешканця.

## В ролях
| Актор/акторка    |   | Роль        |
| ---------------- | - | ----------- |
| Елізабет Бергнер | • | Ню          |
| Еміль Яннінгс    | • | Ехманн      |
| Конрад Фейдт     | • | залицяльник |
| Марія Бард       | • | нянька      |